# Florin Gardoș
Florin Gardoș (* 29. října 1988 Satu Mare) je bývalý rumunský profesionální fotbalista, který hrával na pozici středního obránce či defensivního záložníka Svoji hráčskou kariéru ukončil v roce 2022 v dresu rumunského klubu FC Academica Clinceni. Mezi lety 2011 a 2014 odehrál také 14 utkání v dresu rumunské reprezentace.

## Klubová kariéra
Gardoș v mládežnickém věku působil v rumunských klubech Olimpia Satu-Mare, CSȘ Satu-Mare, Florența Odoreu a Someșul Satu-Mare.
Profesionální kariéru zahájil v mužstvu CS Concordia Chiajna v sezóně 2008/09.

### FC Steaua București
V červnu 2010 přestoupil do popředního rumunského klubu z hlavního města FC Steaua București. V září 2011 dostal zákaz startu v 10 zápasech za faul na hráče celku CS Pandurii Târgu Jiu Cosmina Băcilă, který po střetu s ním utrpěl dvojitou zlomeninu nohy. V sezóně 2010/11 vyhrál s klubem rumunský pohár po finálové výhře 2:1 nad městským rivalem FC Dinamo București, v sezóně 2012/13 pak ligový titul a následně v červenci 2013 i rumunský Superpohár (po výhře 3:0 nad FC Petrolul Ploiești). V sezóně se pak probojoval s klubem do základní skupiny Ligy mistrů (v play-off předkole hrál proti polskému celku Legia Warszawa, v základní skupině se Steaua střetla s anglickým týmem Chelsea FC, německým FC Schalke 04 a švýcarským FC Basilej).
V sezóně 2013/14 se Steauou ligový titul obhájil.

### Southampton FC
V srpnu 2014 přestoupil do Anglie do klubu Southampton FC.

## Reprezentační kariéra
Gardoș reprezentoval Rumunsko v mládežnických kategoriích do 19 a do 21 let.
Jelikož má maďarské kořeny, ocitl se v hledáčku trenéra maďarského národního týmu Sándora Egerváriho. Florin ale debutoval v dresu Rumunska 8. února 2011 v přátelském zápase na turnaji Cyprus Tournament 2011 proti Ukrajině (odehrál kompletní počet minut, Rumunsko po remíze 2:2 prohrálo 2:4 na penalty), tudíž možnost startu za Maďarsko padla.